# Zarza de Montánchez
Zarza de Montánchez település Spanyolországban, Cáceres tartományban. Zarza de Montánchez Almoharín, Valdemorales, Torre de Santa María, Salvatierra de Santiago, Robledillo de Trujillo és Escurial községekkel határos. Lakosainak száma 519 fő (2024).

## Népesség
A település népessége az elmúlt években az alábbi módon változott:
| Lakosok száma | 591  | 608  | 631  | 619  | 609  | 573  | 580  | 571  | 529  | 519  |
|               | 2001 | 2004 | 2006 | 2009 | 2011 | 2014 | 2016 | 2019 | 2021 | 2024 |